# ピアノ協奏曲第1番 (ブラームス)
ピアノ協奏曲第1番（ピアノきょうそうきょくだいいちばん）ニ短調作品15は、ヨハネス・ブラームスの初期の代表的作品の一つで、最初に作曲された協奏曲。管弦楽曲としても『セレナード第1番』の次に書き上げられ、1857年に完成された。
- 原語曲名：Konzert für Klavier und Orchester Nr. 1 d-Moll op. 15（ドイツ語）
- 作曲時期：1854年から1857年。
- 初演：1859年1月22日にハノーファーにて、作曲者ブラームス自身の独奏ピアノ、ヨーゼフ・ヨアヒムの指揮による。

完成当時は評価が芳しくなかった。ハノーファー初演は一応成功したものの、5日後のライプツィヒ初演が行われたとき、聴衆は退屈のあまりに非難の野次を飛ばしたという。ブラームスはヨアヒムに宛てて「僕はただわが道を行くだけです」と書き送ったが、悲しげに「それにつけても野次の多さよ!」と付け加えている。

## 作曲の経緯
ブラームスは最初からピアノ協奏曲を書こうとしたわけではなく、紆余曲折を経て完成している。
元々は1854年3月に3楽章構成の『2台のピアノのためのソナタ』として書き上げられたものが原型である。しかしブラームスはクララ・シューマンと何度か試奏してピアノという形に不満を抱きはじめ、1854年の7月には交響曲に書き直そうと考えてオーケストレーションに取りかかったが、この作業にも行き詰まってしまう。
だが1855年2月に協奏曲にしたらとひらめいたことで現在のスタイルの外形が出来上がった。ただしこの時点では、第2楽章は最終的なものとは別（スケルツォ）だった。
さらに、クララ・シューマンや親友のヨーゼフ・ヨアヒムの助言を受け、彼らが納得いくまでブラームスは改訂を加えている。クララによれば第1楽章は1856年10月1日に完成、そしてブラームスの私信によればフィナーレは12月、そして新たに書き出した第2楽章は1857年1月に完成している。

## 特徴
初期の短調による室内楽曲と同じように、懊悩と煩悶、激情といった、後年のブラームス作品には見られない表情が顕著である。ことこの曲については作曲時期にブラームスが内面の危機を抱えていたことが大きい。1856年に恩人ロベルト・シューマンが他界し、残された私信などから、その頃のブラームスは未亡人となったクララに恋愛感情を抱いていた可能性が考えられる。
また、初演当時まだ25歳という若さもあってか、冒険的な要素も多い。例えば伝統的な協奏ソナタの主題提示と異なり、第1楽章の第2主題はピアノにより提示されることや、19世紀のヴィルトゥオーゾによる協奏曲のように、オーケストラを独奏楽器の単なる伴奏として扱うのではなく、独奏楽器と効果的に対話させてシンフォニックな融合を目指したことなどが挙げられる。ただしブラームスの努力は本作では完全には実現されず、かなり後のヴァイオリン協奏曲やピアノ協奏曲第2番において具現化された。
古典的な3楽章構成を取ってはいるものの、全体の長さ、特に第1楽章が協奏曲の一般的な概念から考えてもいささか長大であったり、当初から「ピアノ助奏つきの交響曲だ」という指摘が多かったように、同時代の同ジャンルの曲に比べて内容が重くピアノが目立たないというのも異例だった。また、成熟期の作品に比べるとまだ管弦楽法が未熟で、とりわけ楽器間のバランスに問題があるなどの欠点を抱えた作品である。
しかし、先述のようなブラームスの初期作品ならではの情熱的な表現をはじめとする、管弦楽法の未熟度などの欠点を補って余りある魅力に加え、作曲様式においては（クララ・シューマンなどのアドバイスも相俟って）非常に練れた作品であり、時が経つにつれて作品の評価も高まっていった。現在ではその壮大な古典主義的な構想や、見栄えのするピアノの超絶技巧、初期作品ならではの情熱的で気魄に富んだ表現などから、ブラームスの初期の代表作として認知されている。

## 楽器法
「ピアノ助奏つきの交響曲」との評価はあるものの、後年のピアノ協奏曲第2番に比べれば、ピアニストの腕を見せる技巧的なパッセージも少なくない。レパートリーにしているピアニストも多いが、ブラームス自身がかなり卓越したピアニストであったため、技術的には難しい部類に入る。特に第1楽章の「ブラームスのトリル」と呼ばれる、右手の親指と薬指でオクターヴ、小指で一つ上の音を続けて演奏するトリルが有名。この部分は特に薬指と小指を酷使するため、左右の手で交互にオクターヴを弾くピアニストもいる。
オーケストラについては、ブラームスの楽器の好み、とりわけホルンやティンパニへの興味が早くも現われているが、どちらのパートも演奏が難しいために悪名高い（レパートリーの多いカラヤンでさえ録音を残していない）。

## 編成
独奏ピアノ、フルート2、オーボエ2、クラリネット2、ファゴット2、トランペット2、ホルン4、ティンパニ、弦五部

## 演奏時間
当時の協奏曲としては非常に長く、50分にも及ぶ長大なものである。
- 第1楽章：20 - 25分
- 第2楽章：15 - 18分
- 第3楽章：11 - 14分

## 楽章構成
以下の楽章より構成されている。
- 第1楽章 Maestoso ニ短調 4分の6拍子
協奏的ソナタ形式。Allegroなどの速度標語を使わず、Maestoso(堂々と、威厳をもって)とのみ書かれており、極めて珍しい。第1主題はティンパニのロールとニ短調のオーケストラの和音に乗って変ロ長調で始まる。経過句になってようやくニ短調となるが、このような出だしの調性をぼかす手法はブラームスの作品にたびたび登場する。変ロ短調の副主題を経て、夜想曲風にピアノ独奏が始まる。第2主題はヘ長調でピアノ独奏が提示する。展開部では主に第1主題が取り上げられ、定石とは異なりイ短調で第1主題が再現され、主調に転ずる。副主題、第2主題再現を経て副主題の音価を短くした激しいコーダで締めくくられる。カデンツァは置かれていない。
- 第2楽章 Adagio ニ長調 4分の6拍子
三部形式。弦楽器とファゴットによる、下降音形の主部に対して、中間部はピアノによる強奏がコントラストをなす。曲の最後に短いカデンツァがある。なお、ラテン語で祈祷文の一節『ベネディクトゥス』が引用されており、これはシューマンの死後の平安を祈ったものとも、夫を喪ったクララ・シューマンの悲しみを慰めようとしたものとも伝えられる。
ブラームスはクララへの手紙の中で、この楽章を新たに書き起こしたことについて「あなたの穏やかな肖像画を描きたいと思って書いた」と述べている。
- 第3楽章 Rondo: Allegro non troppo ニ短調～ニ長調 4分の2拍子
バロック風のピアノによるロンド主題を中心としたロンド形式。ABACABの形をとる。2つの副主題はロンド主題が派生したものと考えられる。中間部では副主題によるフゲッタが展開される。ロンド主題の再現後、2つのカデンツァがあり、最初のカデンツァでニ長調になり、ロンド主題がテンポを緩めて再現した後、第2カデンツァを経てPiu animatoとなり、華麗に曲を結ぶ。